# WA Tlemcen
Widad Athletic Tlemcen (în arabă وداد أتليتيك تلمسان), denumit în mod obișnuit WA Tlemcen sau simplu WAT, este un club de fotbal algerian care reprezintă orașul Tlemcen în competițiile fotbalistice. În prezent echipa concurează în liga a doua, al doilea nivel fotbalistic din Algeria.